# Lamium amplexicaule
La falsa ortica reniforme (nome scientifico Lamium amplexicaule L., 1753) è una piccola pianta erbacea perenne dai bianchi fiori labiati appartenente alla famiglia delle Lamiaceae.

## Etimologia
Uno dei primi studiosi dell'antichità ad usare il nome generico di questo fiore (Lamium) è stato Plinio (Como, 23 – Stabia, dopo l'8 settembre 79), scrittore e naturalista latino, il quale ci indica anche una possibile etimologia: questo termine discenderebbe da un vocabolo greco ”laimos” il cui significato è “fauci – gola”. Ma potrebbe discendere anche da altre parole greche: ”lamos” (= larga cavità), oppure dal nome di una regina libica ”Làmia”. In quest'ultimo caso il collegamento esiste in quanto le mamme greche, per far star buoni i loro bambini, descrivevano questa regina come un mostro capace di ingoiarli (come del resto fa il fiore di questa pianta quando un bombo entra nel tubo corollino in cerca del nettare). L'epiteto specifico ("amplexicaule") è stato dato in quanto le foglie alla base abbracciano lo stelo (il caule).
Il binomio scientifico attualmente accettato (Lamium amplexicaule) è stato proposto da Linneo (Rashult, 23 maggio 1707 –Uppsala, 10 gennaio 1778), biologo e scrittore svedese, considerato il padre della moderna classificazione scientifica degli organismi viventi, nella pubblicazione "Species Plantarum - 2: 579." del 1753.

## Descrizione

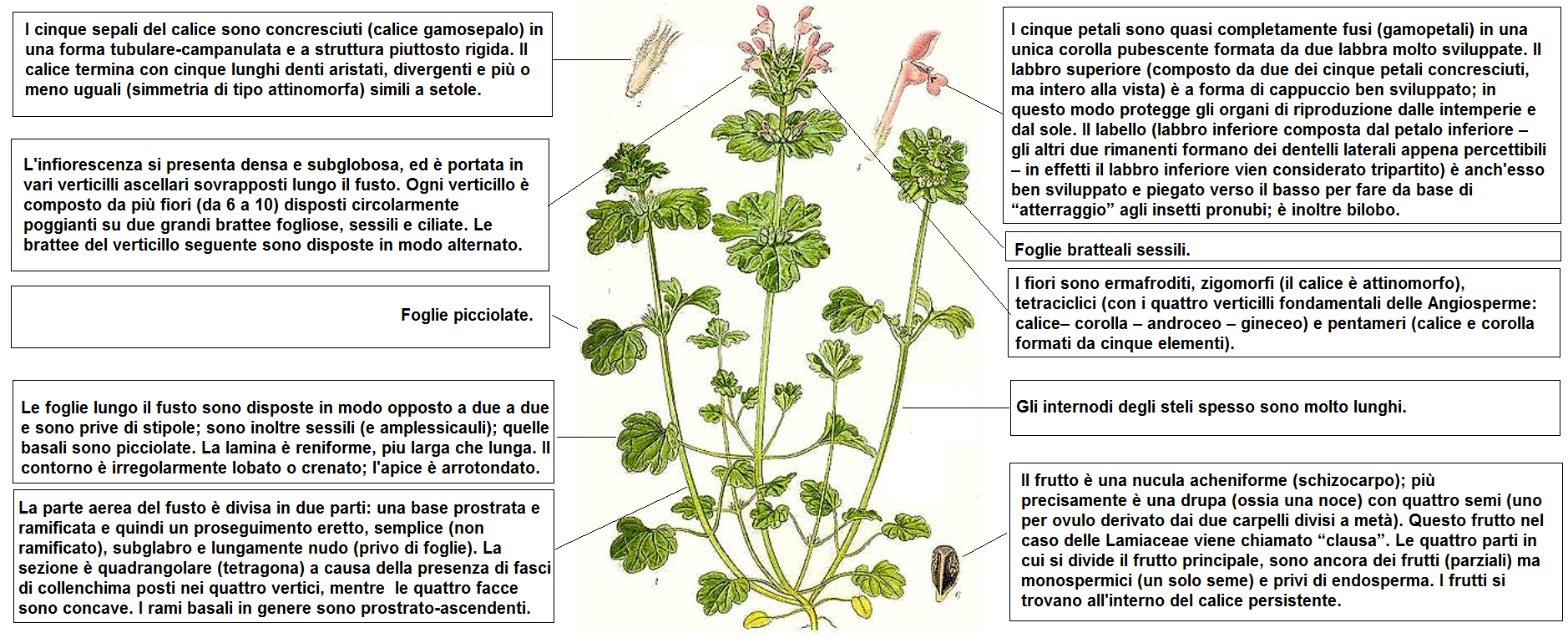
Descrizione delle parti della pianta

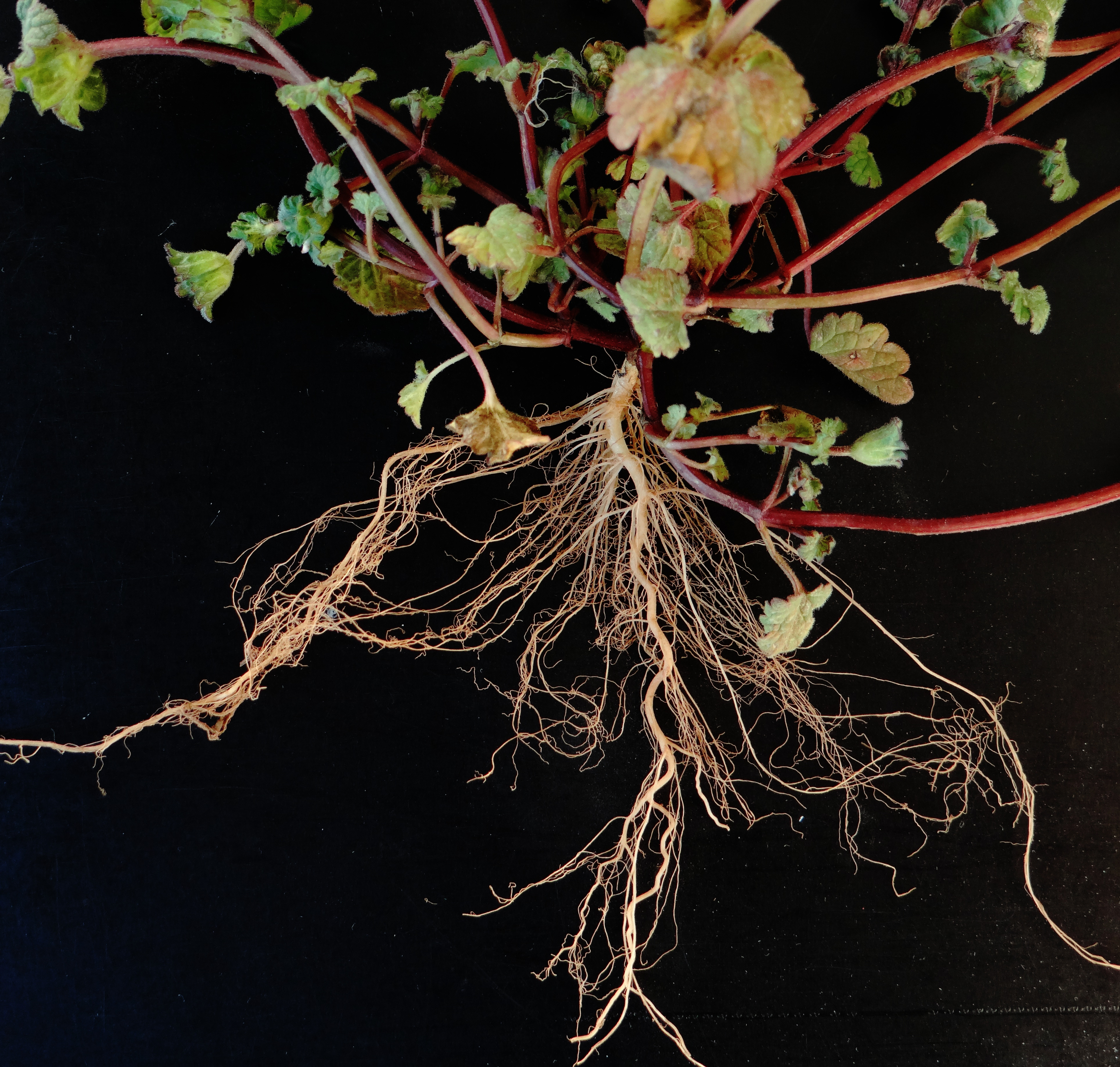
Le radici

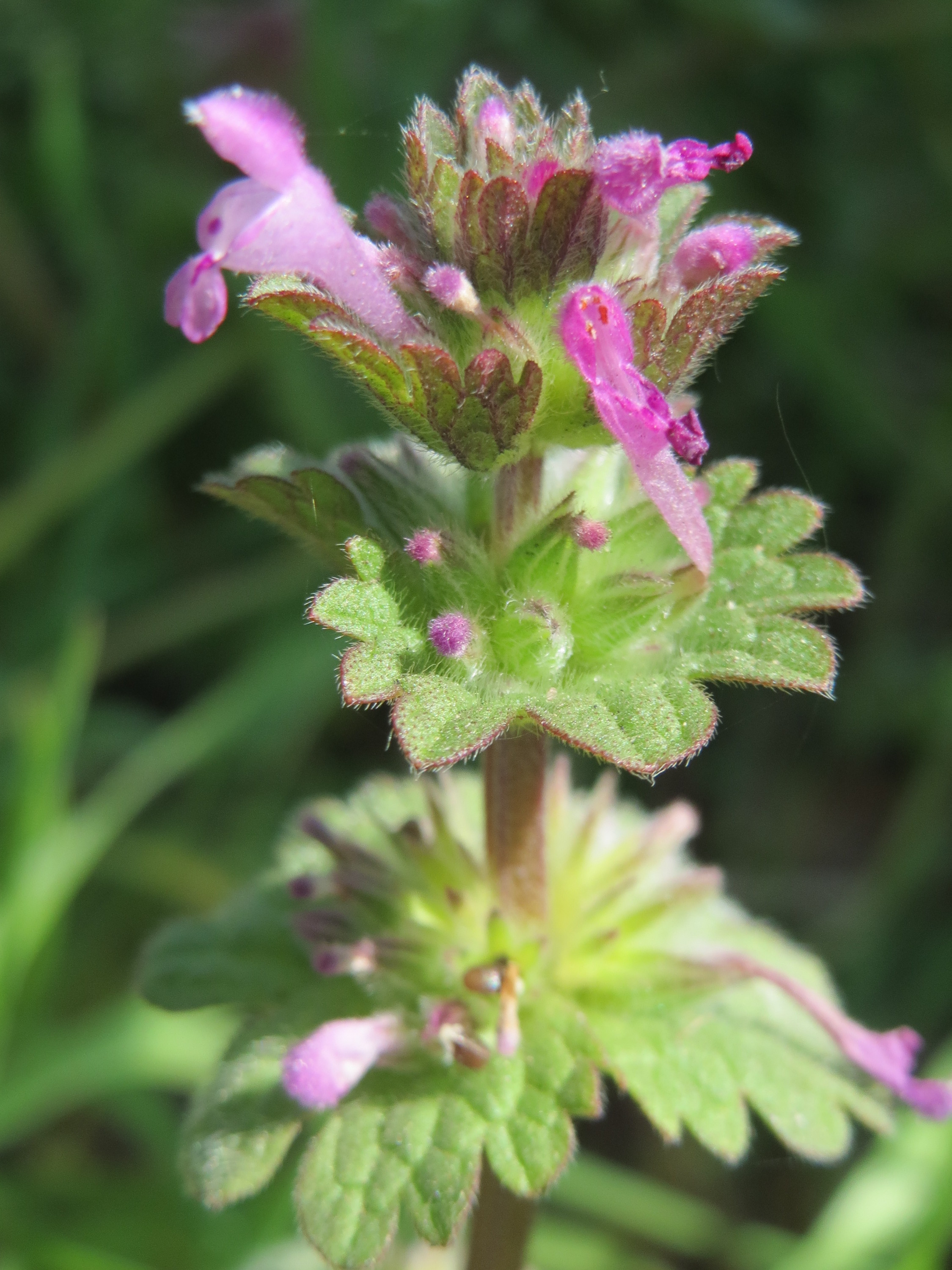
Il portamento

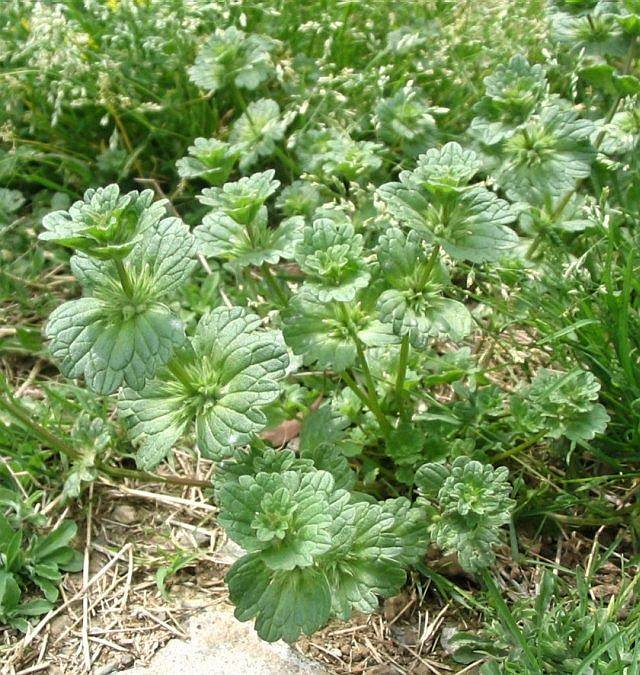
Le foglie

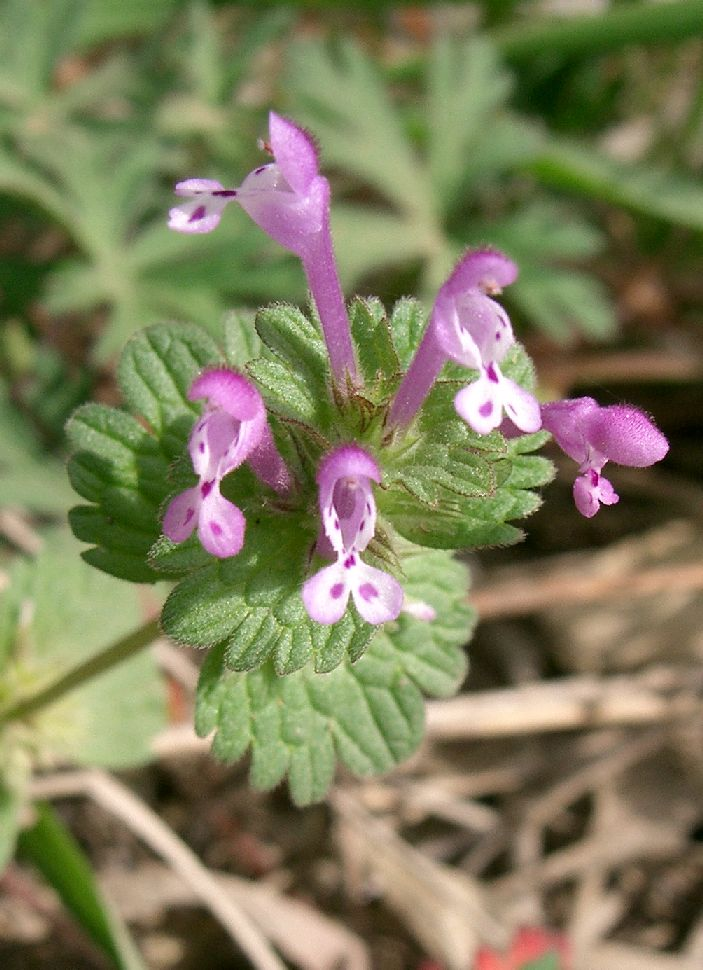
Infiorescenza

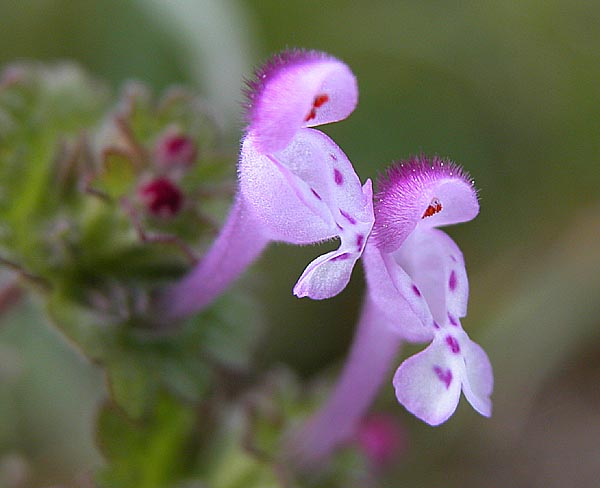
I fiori

Queste piante arrivano ad una altezza compresa tra 8 e 20 cm. La forma biologica è terofita scaposa (T scap), ossia in generale sono piante erbacee che differiscono dalle altre forme biologiche poiché, essendo annuali, superano la stagione avversa sotto forma di seme e sono munite di asse fiorale eretto e spesso privo di foglie. Sono presenti anche specie con cicli biologici bienni.

### Radici
Le radici sono lunghe e secondarie da fittone (quest'ultimo è gracile).

### Fusto
La parte aerea del fusto è divisa in due parti: una base prostrata e ramificata e quindi un proseguimento eretto, semplice (non ramificato), subglabro e lungamente nudo (privo di foglie). La sezione è quadrangolare (tetragona) a causa della presenza di fasci di collenchima posti nei quattro vertici, mentre le quattro facce sono concave. I rami basali in genere sono prostrato-ascendenti. Gli internodi degli steli spesso sono molto lunghi.

### Foglie
Le foglie lungo il fusto sono disposte in modo opposto a due a due e sono prive di stipole; sono inoltre sessili (e amplessicauli); quelle basali sono picciolate. La lamina è reniforme, più larga che lunga. Il contorno è irregolarmente lobato o crenato; l'apice è arrotondato. La superficie è pubescente per peli dotati di tubercolo nero. Dimensione della lamina: larghezza 2 – 3 cm; lunghezza 1 - 1,5 cm.

### Infiorescenza
L'infiorescenza si presenta densa e subglobosa, ed è portata in vari verticilli ascellari sovrapposti lungo il fusto. Ogni verticillo è composto da più fiori (da 6 a 10) disposti circolarmente poggianti su due grandi brattee fogliose, sessili e ciliate. Le brattee del verticillo seguente sono disposte in modo alternato. In genere i vari verticilli sono ben distanziati uno dall'altro. Dimensione delle brattee: larghezza 0,3 mm; lunghezza 4 mm.

### Fiore
I fiori sono ermafroditi, zigomorfi (il calice è attinomorfo), tetraciclici (con i quattro verticilli fondamentali delle Angiosperme: calice– corolla – androceo – gineceo) e pentameri (calice e corolla formati da cinque elementi). Sono inoltre omogami (autofecondanti), senza profumo (o solo un leggero aroma balsamico, però sgradevole) ma ricchi di nettare. Lunghezza del fiore: 13 – 18 mm.
- Formula fiorale. Per questa specie la formula fiorale della famiglia è la seguente:

X, K (5), [C (2+3), A 2+2], G (2), supero, drupa, 4 nucole
- Calice: i cinque sepali del calice sono concresciuti (calice gamosepalo) in una forma tubulare-campanulata e a struttura piuttosto rigida. Il calice è inoltre persistente e termina con cinque lunghi denti aristati, divergenti e più o meno uguali (simmetria di tipo attinomorfa) simili a setole. La superficie del calice è percorsa da 5 nervature longitudinali. Dimensione del calice: larghezza 1,7 – 2 mm; lunghezza 4 – 5 mm. Lunghezza dei denti: 1,5 – 2 mm.
- Corolla: i cinque petali sono quasi completamente fusi (gamopetalo) in un'unica corolla pubescente formata da due labbra molto sviluppate. Il tubo della corolla è incurvato alla base. Il labbro superiore (composto da due dei cinque petali concresciuti, ma intero alla vista) è a forma di cappuccio ben sviluppato; in questo modo protegge gli organi di riproduzione dalle intemperie e dal sole. Il labello (labbro inferiore composta dal petalo inferiore – gli altri due rimanenti formano dei dentelli laterali appena percettibili – in effetti il labbro inferiore vien considerato tripartito) è anch'esso ben sviluppato e piegato verso il basso per fare da base di “atterraggio” agli insetti pronubi; è inoltre bilobo. Le fauci non sono circondate da un anello di peli. I bordi della corolla sono smarginati e pelosi. Le due labbra divergono di circa novanta gradi. Il colore della corolla è roseo-pallido, ma anche viola-rosso (purpureo) o rossastro. Lunghezza della corolla: 13 – 15 mm (massimo 17 mm). Lunghezza del tubo: 13 mm. Larghezza della gola: 3 mm. Lunghezza del labbro superiore: 4 mm.
- Androceo: gli stami dell'Androceo sono quattro (didinami - due corti e due lunghi – quello mediano posteriore, il quinto stame, manca per aborto) e sono tutti fertili. Il paio posteriore è più breve, mentre l'altra copia è aderente al labbro superiore della corolla e sporge lievemente; tutti i filamenti sono paralleli tra di loro e sono glabri. Le antere hanno i lobi arrotondati e sono a deiscenza longitudinale; sono inoltre conniventi. Le antere sono pelose (possiedono un ciuffo di peli lanosi biancastri); il loro colore è bruno scuro quasi viola.
- Gineceo: l'ovario del Gineceo è semi-infero (quasi supero) composto da quattro parti (quindi quattro ovuli) con logge a forma ovata, derivate da due carpelli: infatti ogni carpello è diviso in due parti da una falso setto divisorio. Lo stilo è semplice ed è inserito tra i carpelli alla base dell'ovario (stilo “ginobasico”). Lo stimma è bifido. Il nettare è nascosto sotto l'ovario.
- Fioritura: da marzo a novembre.

### Frutti
Il frutto è una nucula acheniforme (schizocarpo); più precisamente è una drupa (ossia una noce) con quattro semi (uno per ovulo derivato dai due carpelli divisi a metà). Questo frutto nel caso delle Lamiaceae viene chiamato “clausa”. Le quattro parti in cui si divide il frutto principale, sono ancora dei frutti (parziali) ma monospermici (un solo seme) e privi di endosperma. I frutti si trovano all'interno del calice persistente. Il colore è marrone. Dimensione delle nucule: 1 x 2 mm.

## Riproduzione
- Impollinazione: l'impollinazione avviene tramite insetti (impollinazione entomogama). Gli insetti sono il Bombo, ma anche le api. In effetti la corolla di queste piante è sorprendentemente conformata alle dimensioni e struttura dei Bombi. Quando questi insetti cercano di entrare nel tubo corollino per raggiungere i nettari (posti alla base dell'androceo) con le loro vibrazioni scuotono le antere poste all'interno del labbro superiore. In questo modo fanno scendere e quindi aderire al loro dorso peloso il polline della pianta. Visitando poi un altro fiore, parte di questo polline andrà a cadere sullo stimma provocando così l'impollinazione e la successiva fecondazione. Questo senz'altro è uno dei più interessanti mutui rapporti tra mondo animale e mondo vegetale per il raggiungimento di reciproci interessi. È da aggiungere comunque che qualora il tubo corollino si presentasse troppo stretto per prelevare il nettare, il Bombo allora si porta all'esterno del fiore e incomincia a rosicchiare la base della corolla raggiungendo così alla fine, per una via non naturale, il suo obiettivo: il nettare. In questo modo però si “rompe” il mutuo rapporto a favore solamente dell'insetto; il fiore non verrà impollinato e rimarrà sterile.[2] In questa pianta sono presenti anche fenomeni di cleistogamia; questa si verifica soprattutto nei periodi freddi in assenza di insetti pronubi.[14]
- Riproduzione: la fecondazione avviene fondamentalmente tramite l'impollinazione dei fiori (vedi sopra).
- Dispersione: i semi cadendo a terra (dopo essere stati trasportati per alcuni metri dal vento – disseminazione anemocora) sono successivamente dispersi soprattutto da insetti tipo formiche (disseminazione mirmecoria). I semi hanno una appendice oleosa (elaisomi, sostanze ricche di grassi, proteine e zuccheri[15]) che attrae le formiche durante i loro spostamenti alla ricerca di cibo.[14]

## Distribuzione e habitat

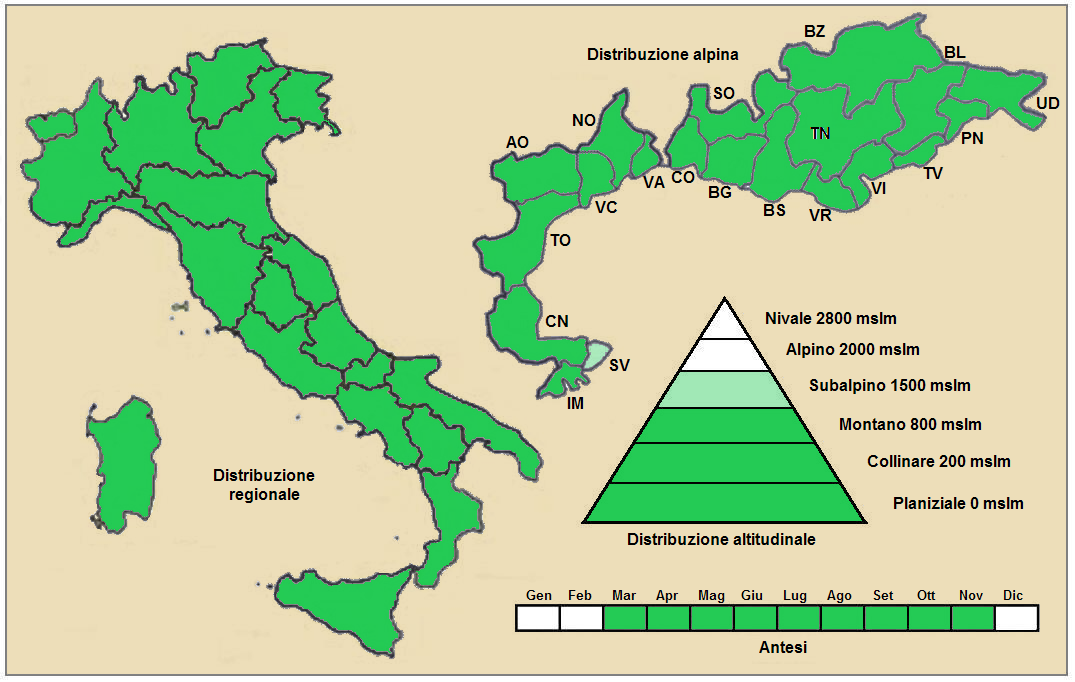
Distribuzione della pianta
(Distribuzione regionale – Distribuzione alpina)

- Geoelemento: il tipo corologico (area di origine) è Paleotemperato o anche Eurasiatico.
- Distribuzione: questa pianta è comune e si trova su tutto il territorio italiano (isole incluse). È comune anche sull'arco alpino sia in Italia che all'estero. Sugli altri rilievi europei collegati alle Alpi si trova nella Foresta Nera, Vosgi, Massiccio del Giura, Massiccio Centrale, Pirenei, Monti Balcani e Carpazi.[17] Nel resto dell'Europa e dell'areale del Mediterraneo si trova ovunque compresa l'Anatolia, la Transcaucasia, l'Asia mediterranea e il Magreb africano.[18] Fuori dall'Europa si trova in Asia (Cina, Giappone, Siberia, Tagikistan, Turkmenistan, Uzbekistan, Kazakistan e Kirghizistan).[13]
- Habitat: l'habitat tipico per questa pianta sono gli orti, i vigneti, le colture sarchiate (termofili): ma anche i bordi delle strade, i margini boschivi, le paludi e in genere le vegetazioni ruderali come cumuli di terreno o aree di rifiuti. Il substrato preferito è calcareo ma anche siliceo con pH neutro, alti valori nutrizionali del terreno che deve essere mediamente umido.[17]
- Distribuzione altitudinale: sui rilievi queste piante si possono trovare fino a 1200 m s.l.m. (in Sicilia si trovano anche a 2000 m s.l.m.; nell'areale asiatico arrivano fino a 4000 m s.l.m.); frequentano quindi i seguenti piani vegetazionali: collinare, montano e in parte quello subalpino (oltre a quello planiziale – a livello del mare).

### Fitosociologia
Dal punto di vista fitosociologico Lamium amplexicaule appartiene alla seguente comunità vegetale:
Formazione : delle comunità terofiche pioniere nitrofile
Classe : Stellarienea mediae

## Tassonomia
La famiglia di appartenenza della specie (Lamiaceae), molto numerosa con circa 250 generi e quasi 7000 specie, ha il principale centro di differenziazione nel bacino del Mediterraneo e sono piante per lo più xerofile (in Brasile sono presenti anche specie arboree). Per la presenza di sostanze aromatiche, molte specie di questa famiglia sono usate in cucina come condimento, in profumeria, liquoreria e farmacia. Il genere Lamium si compone di circa 20 - 30 specie gravitanti nella maggioranza dei casi attorno al bacino del Mediterraneo, una decina delle quali vivono spontaneamente in Italia. Nelle classificazioni meno recenti la famiglia Lamiaceae viene chiamata Labiatae.
Il numero cromosomico di L. amplexicaule è: 2n = 18.

### Sottospecie
Per questa specie sono riconosciute le seguenti sottospecie:
- Lamium amplexicaule var. allepicum (Boiss. & Hausskn.) Bornm., 1907 - Distribuzione: Anatolia e Asia mediterranea.
- Lamium amplexicaule var. bornmuelleri Mennema, 1982 - Distribuzione: Anatolia e Asia mediterranea.
- Lamium amplexicaule var. incisum  Boiss., 1879 - Distribuzione: Grecia, Anatolia, Transcaucasia e Asia mediterranea.
- Lamium amplexicaule var. amplexicaule - È la stirpe principale, distribuita ovunque compresa l'Italia.
- Lamium amplexicaule var. orientale  (Pacz.) Mennema, 1989 - Distribuzione: Russia e Ucraina.

### Sinonimi
Lamium amplexicaule ha avuto nel tempo diverse nomenclature. L'elenco seguente indica alcuni tra i sinonimi più frequenti:
- Galeobdolon amplexicaule (L.) Moench
- Lamiella amplexicaulis  (L.) E.Fourn.
- Lamiopsis amplexicaulis  (L.) Opiz
- Lamium amplexicaule var. albiflorum  Tubilla & Lázaro Ibiza
- Lamium amplexicaule var. album  Pickens & Pickens
- Lamium amplexicaule var. amplexicaule
- Lamium amplexicaule f. amplexicaule
- Lamium amplexicaule var. arenicola  P.Monts.
- Lamium amplexicaule var. breviflorum  Coss. & Germ.
- Lamium amplexicaule var. calyciflorum  Ten.
- Lamium amplexicaule var. clandestinum  Rchb.
- Lamium amplexicaule var. cryptanthum  Cariot
- Lamium amplexicaule subsp. mauritanicum  (Gand. ex Batt.) Maire
- Lamium lassithiense  Coustur. & Gand.
- Lamium mauritanicum  Gand. ex Batt.
- Lamium mesogaeon  Heldr. ex Boiss.
- Lamium rumelicum  Velen.
- Lamium stepposum  Kossko ex Klokov
- Lamium stepposum  Kossko ex Klok.
- Pollichia amplexicaulis  (L.) Willd.

Sinonimi della sottospecie aleppicum
- Lamium aleppicum Boiss. & Hausskn.
- Lamium amplexicaule var. kurdicum Bornm.

Sinonimi della sottospecie incisum
- Lamium adoxifolium Hand.-Mazz.

Sinonimi della sottospecie orientale
- Lamium orientale  (Pacz.) Litv.
- Lamium paczoskianum  Vorosch.
- Lamium amplexicaule f. orientale  Pacz.
- Lamium palmatum  Sm.

### Specie simili
Questa pianta può facilmente essere scambiata per un'ortica (anche se le due specie appartengono a famiglie diverse: Urticaceae è la famiglia per le “ortiche” vere). Lamium amplexicaule si distingue soprattutto per la sezione del fusto: quadrata nelle piante del genere Lamium, circolare nelle “ortiche” vere e proprie. Mentre le foglie sono molto simili: da qui il nome comune (“Falsa ortica”) derivato da credenze antiche anche se naturalmente queste piante sono totalmente prive di peli urticanti e quindi non pungono. Molto simili tra di loro sono invece alcune specie dello stesso genere che vivono nella fascia alpina. L'elenco seguente mette in risalto le differenze morfologiche di queste specie:
- Lamium album L. - Falsa ortica bianca: si distingue subito per il colore bianco dell'infiorescenza.
- Lamium amplexicaule L. - Lamio a foglie abbraccianti: l'infiorescenza è purpurea; le foglie hanno degli apici arrotondati e sono abbraccianti; la pianta è annua ed è alta 8–30 cm con fiori grandi 13–18 mm.
- Lamium galeobdolon L. - Falsa ortica gialla: si distingue subito per il colore giallo dell'infiorescenza.
- Lamium maculatum L. - Falsa ortica macchiata: l'infiorescenza è purpurea; le foglie hanno un apice acuto; la pianta è perenne ed è alta 15–30 cm con fiori grandi 20–30 mm.
- Lamium orvala L. - Falsa ortica maggiore: l'infiorescenza è purpurea; la pianta è grande (massimo 100 cm) e i fiori sono i più grandi (25 – 40 mm).
- Lamium purpureum L. - Lamio purpureo: l'infiorescenza è purpurea; la pianta è piccola (massimo 20 cm) e i fiori sono piccoli (7 – 12 mm).

## Usi

### Farmacia
Secondo la medicina popolare questa pianta ha le seguenti proprietà medicamentose:
- antireumatica (attenua i dolori dovuti all'infiammazione delle articolazioni);
- diaforetica (agevola la traspirazione cutanea);
- febbrifuga (abbassa la temperatura corporea);
- lassativa (ha proprietà purgative);
- stimolante (rinvigorisce e attiva il sistema nervoso e vascolare).

Secondo la medicina popolare asiatica, questa pianta è usata per le lesioni traumatiche.

### Cucina
In alcune zone le foglie sono considerate edibili.

## Altre notizie
Il lamio a foglie abbraccianti in altre lingue è chiamato nei seguenti modi:
- (DE)  Stängelumfassende Taubnessel
- (FR)  Lamier à feuilles embrassantes
- (EN)  Henbrit Dead-nettle